# Rad-Bundesliga 2023

Logo der Bundesliga

Die Rad-Bundesliga 2023 war eine Rennserie, die vom Bund Deutscher Radfahrer ausgerichtet wurde. Die Rennserie bestand aus 18 Renntagen, an denen Sieger in den Kategorien Männer, Frauen/Juniorinnen und Junioren ermittelt wurden. Jedoch wurden bei den meisten Rennen nicht alle drei Kategorien ausgefahren. Die Rennen waren keine ausschließlichen Bundesliga-Rennen, es nahmen auch Fahrer teil, die nicht in die Wertung der Bundesliga eingingen.
Den Auftakt machten am 25. März die Männer beim Großen Preis der Südlichen Weinstraße in Schweigen. Für die Frauen und Juniorinnen begann die Bundesliga am 21. Mai in Karbach. Das Finale für die beiden männlichen Klassen war am 16. und 17. September im Sauerland geplant, das der Frauen vom 22. bis 24. September im Rahmen des dreitägigen RiderMan in Bad Dürrheim. Die meisten Wertungsrennen hatten die Junioren mit insgesamt 13 Wettbewerben im Kalender, für die Frauen und Juniorinnen waren elf Rennen geplant und für die Männer zehn.
Im Bundesliga-Kalender zurück war Rund um Düren, das zuletzt 2019 stattfand. Für die Frauen und Juniorinnen war Märwil in der Schweiz am 4. Juli neu im Kalender und für die Junioren Steinfurt am 23. April. Ansonsten standen bewährte Rennen auf dem Programm, wie etwa die Erzgebirgs-Rundfahrt, die Main-Spessart-Rundfahrt in Karbach oder die Zeitfahr-Veranstaltung in Genthin. Für die Junioren standen drei Rennen der Bahnen-Tournee auf dem Programm, zwei davon in Singen, eines in Dudenhofen. Die Frauen und Juniorinnen fuhren wie die Junioren bei der Bahn-DM in den Disziplinen Einerverfolgung und Punktefahren um Bundesligapunkte. Für die Frauen und Juniorinnen standen zudem zwei Kriterien – in Offenbach und Gießen – auf dem Plan. Beide Rennen wurden zu einer Wertung zusammengefasst.
Startberechtigt waren Continental-Teams, Frauen-World-Teams, Frauen-Continental-Teams, Landesverbands-Auswahlteams, Vereinsmannschaften und Rennsportgemeinschaften. Deutsche Radsportler konnten auch als Einzelstarter antreten, UCI-Teams konnten maximal zwei Fahrer mit ausländischer Lizenz einsetzen, ausländische UCI-Teams nur Fahrer mit deutscher Lizenz.

## Termine
| Termin     | Name                                  | Ort                     | Sieger Männer (1)  | Sieger Frauen/Jun (1)  | Sieger Junioren (1) |
| ---------- | ------------------------------------- | ----------------------- | ------------------ | ---------------------- | ------------------- |
| 25.03.     | Großer Preis der Südlichen Weinstraße | Schweigen               | Felix Dierking     | –                      | Tobias Müller       |
| 08.04.     | Rund um den Sachsenring               | Hohenstein-Ernstthal    | –                  | –                      | Leon Arenz          |
| 10.04.     | Rund um Schönaich                     | Schönaich               | –                  | –                      | Lui Bengelsdorf     |
| 23.04.     | Rund um Steinfurt                     | Steinfurt               | –                  | –                      | Louis Grupp         |
| 01.05.     | Großer Preis der Sparkasse Südpfalz   | Offenbach an der Queich | –                  | –                      | Moritz Binder       |
| 14.05.     | Erzgebirgs-Rundfahrt                  | Chemnitz-Einsiedel      | Pierre-Pascal Keup | -                      | Tobias Müller       |
| 21.05.     | Main-Spessart-Rundfahrt               | Karbach                 | –                  | Linda Riedmann         | Ian Kings           |
| 27.-29.05. | 3-Bahnen-Tournee                      | Singen                  | –                  | –                      | ???                 |
| 04.06.     | DM Einzelzeitfahren (nur U19)         | Esplingerode            | –                  | Hannah Kunz            | Ian Kings           |
| 10.06.     | Gippinger Radsporttage                | Gippingen (SUI)         | Tobias Nolde       | –                      | Max Bock            |
| 14.06.     | DM Bahn                               | Cottbus                 | –                  | Lena Charlotte Reißner | Bruno Keßler        |
| 23.06.     | DM Einzelzeitfahren                   | Bad Dürrheim            | Justin Wolf        | Katharina Fox          | –                   |
| 25.06.     | DM Straßenrennen (U19)                | Bad Dürrheim            | –                  | Hannah Kunz            | –                   |
| 02.07.     | DM Straßenrennen (U23)                | Märwil (SUI)            | –                  | Katharina Fox          | –                   |
| 23.07.     | Rad am Ring                           | Nürburgring             | Jack Morrissey     | –                      | –                   |
| 22./23.07. | Kriterium                             | Gießen                  | –                  | Lydia Ventker          | –                   |
| 03.09.     | Mannschafts- und Einzelzeitfahren     | Genthin                 | Marcel Fröse       | Katharina Fox          | Leon Arenz          |
| 10.09.     | Rund um Sebnitz                       | Sebnitz                 | Ole Theiler        | Helena Bieber          | –                   |
| 16.09.     | Sauerländer Bergpreis                 | Wenholthausen           | Pierre-Pascal Keup | –                      | Max Bock            |
| 17.09.     | Sauerland-Rundfahrt                   | Neheim                  | Ole Theiler        | –                      | –                   |
| 22.09.     | RiderMan Einzelzeitfahren             | Bad Dürrheim            | –                  | Helena Bieber          | –                   |
| 23.09.     | RiderMan Straßenrennen                | Bad Dürrheim            | –                  | Lydia Ventker          | –                   |
| 24.09.     | RiderMan Straßenrennen                | Bad Dürrheim            | –                  | Katharina Fox          | –                   |

## Gesamtwertung

### Frauen/Juniorinnen
| Einzelwertung |                       |        |
| Platz         | Athletin              | Punkte |
| 1             | Katharina Fox         | 1297   |
| 2             | Olivia Schoppe        | 1145   |
| 3             | Lydia Ventker         | 1086   |
| 4             | Marla Siegmund        | 873    |
| 5             | Helena Bieber         | 651    |
| 6             | Seana Littbarski-Gray | 752    |
| 7             | Laura Kastenhuber     | 566    |
| 8             | Sandra Geyer          | 648    |
| 9             | Pia Grünewald         | 644    |
| 10            | Hannah Kunz           | 637    |

| Mannschaftswertung |                              |        |
| Platz              | Team                         | Punkte |
| 1                  | Maxx-Solar Rose Women Racing | 331    |
| 2                  | Team Stuttgart               | 262    |
| 3                  | One World                    | 229    |
| 4                  | Wheel Divas                  | 204    |
| 5                  | Team Baden-Forchheim         | 204    |
| 6                  | PZ Gießen Racing Team        | 195    |
| 7                  | Team Mangertseder Bayern     | 193    |
| 8                  | Velocenter Racing Team       | 181    |
| 9                  | Vermarc HOEB.ike             | 168    |
| 10                 | Team Wipotec RLP Juniorinnen | 161    |

### Männer
| Einzelwertung |                    |        |
| Platz         | Athlet             | Punkte |
| 1             | Jakob Geßner       | 1098   |
| 2             | Tobias Nolde       | 1065   |
| 3             | Justin Wolf        | 969    |
| 4             | Jannis Peter       | 925    |
| 5             | Ole Theiler        | 898    |
| 6             | Pierre-Pascal Keup | 835    |
| 7             | Silas Koech        | 754    |
| 8             | Sven Thurau        | 650    |
| 9             | Simon Baldus       | 627    |
| 10            | Felix Dierking     | 608    |

| Mannschaftswertung |                                                  |        |
| Platz              | Team                                             | Punkte |
| 1                  | Team Lotto–Kern Haus                             | 276    |
| 2                  | P&S Benotti                                      | 264    |
| 3                  | rad-net Oßwald                                   | 207    |
| 4                  | Team Sportforum p/b MyFitness Apotheke           | 198    |
| 5                  | Saris Rouvy Sauerland Team                       | 194    |
| 6                  | Team schnelleStelle p/b SC DHfK Leipzig          | 182    |
| 7                  | Bike Market Team                                 | 145    |
| 8                  | Hessen-Frankfurt-Opelit                          | 139    |
| 9                  | Bike Aid Development                             | 126    |
| 10                 | KED-Stevens Radteam Berlin des Berliner TSC e.V. | 118    |

### Junioren
| Einzelwertung |                  |        |
| Platz         | Athlet           | Punkte |
| 1             | Lui Bengelsdorf  | 952    |
| 2             | Leon Arenz       | 852    |
| 3             | Mirko Unruh      | 759    |
| 4             | Eric Meinberg    | 746    |
| 5             | Paul Germer      | 717    |
| 6             | Max Bock         | 705    |
| 7             | Philipp Selbmann | 675    |
| 8             | Ian Kings        | 665    |
| 9             | Louis Grupp      | 617    |
| 10            | Bruno Keßler     | 512    |

| Mannschaftswertung |                                |        |
| Platz              | Team                           | Punkte |
| 1                  | LV Brandenburg                 | 255    |
| 2                  | Team Marco Brenner             | 240    |
| 3                  | ROSE Team NRW                  | 238    |
| 4                  | Junioren Schwalbe Team Sachsen | 203    |
| 5                  | Team Stadler Niedersachsen     | 196    |
| 6                  | Wheel Devils Cycling Team      | 189    |
| 7                  | Team Wipotec RLP               | 182    |
| 8                  | Stevens Juniorenteam Thüringen | 170    |
| 9                  | WRSV-Holczer-Radsport-Team     | 165    |
| 10                 | Team AGS                       | 146    |